# Casa de cristal

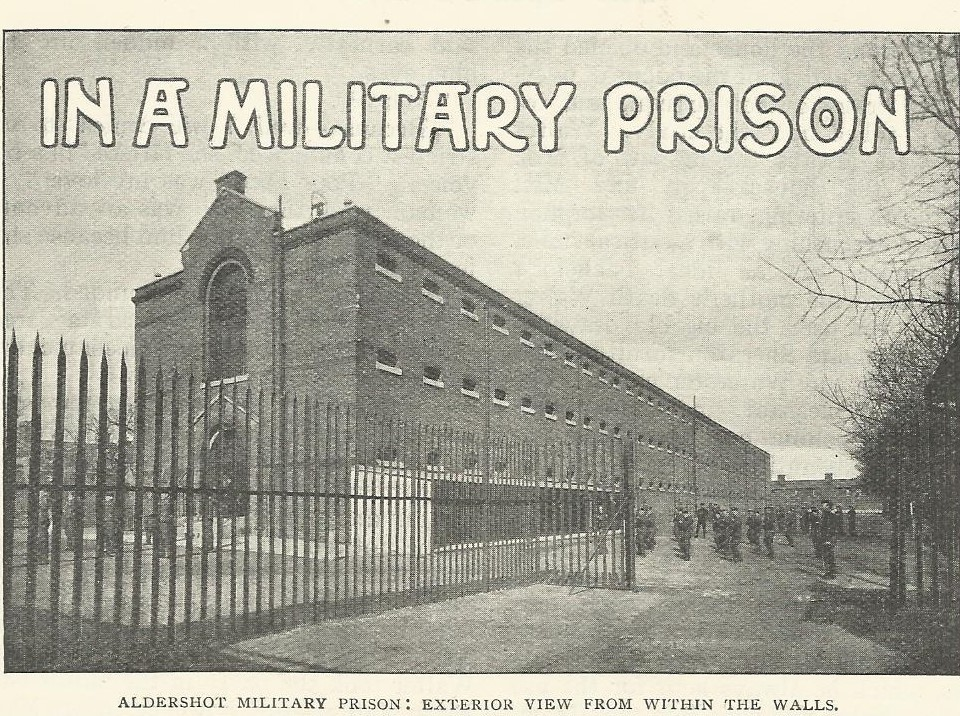
Glasshouse de Aldershot, fotografía de 1908.

Casa de cristal (del inglés glasshouse) es el término utilizado para designar a una prisión militar del ejército británico. Las primeras prisiones militares fueron establecidas en 1844. Este término se originó en la prisión de Aldershot, la cual tenía una cubierta acristalada. Con el paso del tiempo, el sobrenombre se aplicó a todas las prisiones del ejército.
Las prisiones conocidas como «cuarteles de detención», se iniciaron con diversos edificios en 1856, antes de ser remplazada por un único edificio longitudinal, diseñado a partir de una prisión civil, en 1870.